# Ala (geslacht)
Ala is een geslacht van kreeftachtigen uit de klasse van de Malacostraca (hogere kreeftachtigen).

## Soort
- Ala cornuta (Stimpson, 1860)